# Équipe cycliste Post Swiss
L'équipe cycliste Post Swiss est une ancienne équipe cycliste suisse ayant existé de 1997 à 2001 dirigée par Jacques Michaud puis Serge Demierre. Elle avait pour principal sponsor La Poste Suisse. Durant toute son existence elle eut le statut GSII (2e division).

## Histoire
Fin 1996, la Poste Suisse reprend l'équipe du PMU Romand. L'équipe perd Armin Meier, parti chez Batik. Pourtant, la saison est une réussite grâce à Roland Meier, qui termine 5e du Tour de Suisse. Niki Aebersold gagnant une étape lors de ce Tour. A l'intersaison, l'équipe perd Roland Meier, parti chez Cofidis, mais recrute Markus Zberg, qui sort de saisons décevantes en Italie. L'année 1998 sera une très grande année pour l'équipe de Jean-Jacques Loup et de Jacques Michaud. Trois victoires au Tour de Suisse (deux pour Niki Aebersold et une pour Markus Zberg), le titre national pour Aebersold... L'équipe est, de façon assez surprenante, invitée au Tour d'Espagne. Composée de Aebersold, Zberg, des fribourgeois Chassot, Paradis et Bourquenoud, du jurassien Beuchat, de Wirz, Hotz et Huser, l'équipe gagne deux étapes avec Markus Zberg, la première et la dernière à Madrid. Zberg porte également durant deux jours le maillot amarillo. 
En fin d'année, Aebersold termine 5e des championnats du Monde sur route derrière Camenzind. 
Mais Post Swiss Team est victime de son succès, à l'intersaison, ses meilleurs éléments partent. Zberg et Aebersold filent chez Rabobank. Mais le recrutement reste intéressant. Bruno Boscardin, l'italo-suisse arrive de chez Festina, Philipp Buschor de Saeco, Christian Charrière de Riso-Scotti et surtout Rolf Jaermann, vainqueur de l'Amstel Gold Race et de Tirreno-Adriatico arrive de Casino. 
En 1999, l'équipe participe à de grandes courses : Paris-Nice, Tirreno-Adriatico et l'Amstel Gold Race. Elle brille lors des tours disputés sur son sol. Au tour de Romandie, Charrière et Montgomery atteignent le top 15. Sven Montgomery, passé professionnel l'année passée est une véritable révélation. Il termine 6e du Tour de Suisse derrière des grands noms : Casagrande, Jalabert, Simoni, Dufaux et Camenzind. Quant à Daniel Schnider il termine 2e du championnat de Suisse.
Malheureusement, l'équipe ne participe pas à la Vuelta. 
En fin d'année, une grande scission intervient. Jean-Jacques Loup et Jacques Michaud, les deux directeurs sportifs, quittent l'équipe et montent une nouvelle structure : Phonak. Les fribourgeois (Bourquenoud-Charrière-Fragnière) les suivent. C'est l'ancien professionnel Serge Demierre qui prend les rênes de Post Swiss Team en 2000.
Montgomery et Schnider quittent quant à eux l'équipe pour signer chez la Française des Jeux.
Les résultats déclinent en cette fin de siècle. Bruno Boscardin termine néanmoins 2e du championnat de suisse clm. 
Le meilleur coureur est désormais Marcel Strauss. Il termine à deux reprises 2e d'étape au Tour de Suisse, puis termine 2e du championnat de suisse sur route derrière Markus Zberg. Il signe chez Gerolsteiner en fin d'année.
En 2001, l'équipe recrute des jeunes coureurs prometteurs. Steve Zampieri arrivent de chez Mercury, Gerrit Glomser de chez Panaria. Trois néo-pros commencent leur carrière : Aurélien Clerc, qui terminera sur le podium de Gand-Wevelgem, ainsi que Martin Elmiger et Gregory Rast, qui en 2017 sont encore dans le circuit World Tour.
En juin 2001, Martin Elmiger remporte le 2e titre de Champion de Suisse après celui d'Aebersold trois ans auparavant. 
La Poste Suisse désirant investir son argent dans d'autres sports, dont le hockey sur glace notamment via PostFinance, le partenariat avec l'équipe cycliste n'est pas reconduit. 

## Principaux coureurs
| - Niki Aebersold (1997–1998) - Roger Beuchat (1997–2000) - Bruno Boscardin (1999-2000) - Pierre Bourquenoud (1997–1999) - Philipp Buschor (1999-2000) - Richard Chassot (1997-1998) - Aurélien Clerc (2001) - Martin Elmiger (2001) - Cédric Fragnière (1999) - Gerrit Glomser (2001) - Frantz Hotz (1997-1998) - Rolf Huser (1997-1998) - Rolf Jaermann (1999) | - Roland Meier (1997) - Sven Montgomery (1998–1999) - Dirk Müller (2000) - Daniel Paradis (1997-1998) - Grégory Rast (2001) - Daniel Schnider (1997-1999) - Marcel Strauss (1999–2000) - Guido Wirz (1997-1999) - Steve Zampieri (2001) - Pietro Zucconi (1997-1999) - Markus Zberg (1998) |

## Principales victoires
- 1997
  - 10e étape du Tour de Suisse ( Niki Aebersold)

- 1998
  - Milan-Turin ( Niki Aebersold)
  - 1re et 22e étapes du Tour d'Espagne ( Markus Zberg)
  - 3 étapes du Tour de Suisse ( Markus Zberg  X2 et Niki Aebersold)